# Sistema cut-off
Sistema cut off é um sistema eletrônico de gerenciamento de combustível nos motores de combustão interna de veículos, presente nos sistemas de injeção eletrônica e em sistemas carburados modernos, cujo objetivo é a economia de combustível bem como a diminuição de emissão de poluentes. Sua função é diminuir o fluxo de combustível nas situações em que o veiculo se mova pela energia cinética, seja em um declive ou desacelerações, em que esteja engrenado e o acelerador em estado de repouso (desacionado) encontrando-se o motor em rotação elevada por uma transmissão inversa, ou seja, movido pelas rodas do veículo. O primeiro veículo no Brasil a adotar o sistema foi o Fiat Oggi em 1983.

## Funcionamento
Nos veículos carburados, o sistema consiste basicamente em uma válvula eletromagnética instalada no carburador que realiza o corte ou retomada de fluxo de combustível ao gicleur de marcha lenta no momento adequado, comandada por uma central eletrônica que monitora as rotações do motor através do polo negativo da bobina de ignição, recebendo antes o sinal de ação ou repouso do acelerador por via de um contato eletrônico na borboleta do carburador. Encontrando-se o veículo engrenado e em movimento na situação descrita acima, o sistema realiza o corte de combustível e retoma-o assim que o motor atingir uma rotação mínima para que este não interrompa seu funcionamento em marcha lenta.
Nos veículos com injeção eletrônica, o sistema é gerenciado pela central de injeção que recebendo as informações de sensores como de posição da borboleta, rotação, velocidade e MAP "pressão absoluta", realiza a interrupção dos pulsos elétricos aos eletro-injetores, interrompendo o fluxo de combustível enquanto o veículo se movimenta por cinética engrenado até que o motor atinja rotação mínima ou o acelerador seja acionado, retomando assim o fornecimento.
O sistema cut off, tanto nos veículos carburados quanto injetados, tem a utilidade de manter a câmara de combustão em temperatura adequada para ocasião da retomada de potência do motor.
O sistema aumenta a eficiência do freio motor, reduzindo assim o desgaste nas pastilhas e diminuindo o risco de super-aquecimendo do sistema de freio.  O habito de alguns motoristas de descer um declive com o veículo desengrenado com o intuito de economizar, além de perigoso e proibido pela diminuição de sua estabilidade, anula totalmente o efeito econômico do cut off, tendo o motor seu fornecimento normal de combustível em marcha lenta.